# Вихорев, Александр Иванович
Александр Иванович Вихорев (1907 — 1984) —  советский военный политработник, генерал-майор авиации (20.12.1942).

## Биография
Родился в 1907 году. Русский.
В РККА с августа 1932 года,  окончил Луганскую военную школу лётчиков, прошел летную практику в строевых частях и, как член ВКП(б) с опытом партийной работы, был направлен на курсы военкомов-летчиков при Роганьской авиационной школе.
Принимал участие в  Польском походе РККА.
В 1939 году принимал участие в боевых в Советско-финской войне, за боевые отличия в которой награждён орденом Ленина.
В Великой Отечественной войне с 22 июня 1941 года — комиссар 13-й бомбардировочной авиационной дивизии  ВВС Западного ОВО в городе Бобруйске.
Части 13-й бад 24.06.41 г. успешно атаковали колонну немецких танков на переправе через реку Шара. Удар был нанесен тремя девятками в момент, когда у переправы скопилось большое количество войск. Противник понес значительные потери в живой силе и технике. 25.07.41 г. дивизия была  расформирована.
С августа 1941 года — комиссар ВВС резервных армий Западного фронта.
С декабря 1941 года — комиссар ВВС 10-й армии Западного фронта.
С марта 1942 года — комиссар 215-й смешанной авиационной дивизии Западного фронта.
С июня 1942 года  по март 1944 года  бригадный комиссар, а с 20 декабря 1942 года  генерал-майор авиации Вихорев  - заместитель командующего 8-й воздушной армии по политической части. Вместе с армией  прошел боевой путь в оборонительных сражениях Юго-Западного фронта на полтавском, купянском и валуйско-россошанском направлениях.
В Сталинградской битве в период оборонительного сражения и контрнаступления  армия прикрывала с воздуха и поддерживала войска Юго-Восточного, с 12.07.42 г. Сталинградского фронта, во взаимодействии с 16-й, 2-й и 17-й воздушными армиями вела бои за господство в воздухе, участвовала в воздушной блокаде окруженной вражеской группировки, осуществляла авиационную поддержку Сухопутных войск при разгроме котельниковской группировки противника.
В составе Южного фронта (с 20.10.1943 г. - 4-й Украинский)  армия участвовала в наступлении на ростовском направлении, прорыве обороны противника на реке Миус, в освобождении Донбасса, Мелитополя и южной части Левобережной Украины, поддерживала войска фронта в ходе ликвидации никопольской группировки противника.
После войны генерал-майор авиации Вихорев продолжил службу в политорганах ВВС, перед выходом в отставку занимал должность начальника авиационного факультета Военно-политической академии имени В. И. Ленина.
Скончался в 1984 году. Похоронен на Ваганьковском кладбище.

## Награды
- орден Ленина (21.03.1940)[3]
- два ордена Красного Знамени (23.11.1942, 30.04.1954)[3]
- орден Кутузова I степени (08.02.1943)[4][5]
- орден Богдана Хмельницкого II степени (19.08.1944)[3]
- орден Отечественной войны I степени (17.09.1943)[6][7]
- орден Красной Звезды (06.11.1947)[3]
  - Медали в.т.ч:
  - «За боевые заслуги» (03.11.1944)[3]
  - «За оборону Москвы»
  - «За оборону Сталинграда»
  - «За победу над Германией в Великой Отечественной войне 1941—1945 гг.»
  - «Ветеран Вооружённых Сил СССР»
- знак «50 лет пребывания в КПСС»